# Jonas Liwing
Jonas Liwing, född den 29 januari 1983 i Stockholm, är en svensk ishockeyspelare (back) som för närvarande spelar i Västerås IK i Hockeyallsvenskan. Han gjorde debut i Elitserien säsongen 2005/2006 i Djurgården. 2008 blev han mästare i Ligue Magnus med Dragons de Rouen. Han gjorde flest poäng av alla backar i den serien det året.